# Åsbräcka kyrka
Åsbräcka kyrka är en kyrkobyggnad i Lilla Edets kommun. Den tillhör sedan 2010 Fuxerna-Åsbräcka församling (tidigare Åsbräcka församling) i Göteborgs stift.

## Kyrkobyggnaden
Nuvarande kyrka har haft flera föregångare, däribland en som förstördes under Hannibalsfejden 1644-1645. En kyrka kan ha funnits på platsen redan på 1200-talet. Nuvarande stenkyrka uppfördes 1714-1716 och togs i bruk på midsommardagen 1715.
Byggnaden är uppförd runt grunden av en äldre kyrka från 1669 och består av ett litet långhus med tresidigt kor i öster och vid långhusets västra kortsida ett kyrktorn med bottenvåning av sten och överbyggnad av trä. Vid korets södra sida finns en vidbyggd sakristia. Ingångar finns vid tornets västra sida och vid sakristians västra sida. Ytterväggarna är spritputsade och genombryts av rundbågiga fönsteröppningar. Långhuset har ett sadeltak som är valmat över koret. Långhusets och sakristians tak är täckta med enkupigt lertegel. Torntaket och tornspiran är täckta med svart lerskiffer.
År 1915 fick kyrkan sitt nuvarande utseende vid en ombyggnad efter förslag av arkitekt Anders Roland. Ett trätorn byggdes ovanpå västra vapenhuset av sten, samtidigt som nuvarande sakristia byggdes söder om koret. Till tornet användes trävirke från en klockstapel som var uppförd 1767-1769.
Inredningen från 1700-talet är till stora delar välbevarad. Stora delar målades över 1873.

## Takmålningar

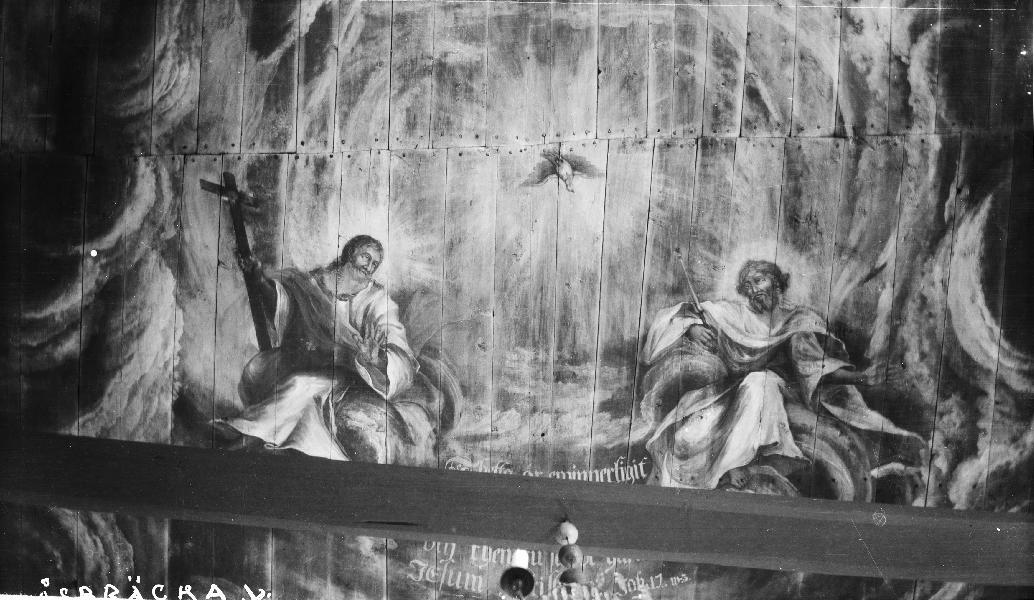
Del av takmålning.

Kyrkorummets tunnvälvda brädtak och läktarbröstningen har målningar utförda 1761 av kyrkomålaren Carl Gustaf Sandberg från Vänersborg. Detta utgör hans enda kända kyrktakmålning och den har inte övermålats. Stilen är unik med få motiv som är utspridda utan några sammanfogande änglar och saliga himlen, som annars är vanligt. Färgskalan går i vitt mot en blågrå himmel och ett rödbrunt helvete. Delar av taket utan motiv har en tunt struken grå nyans, där träet lyser igenom.    

## Inventarier
- Predikstolen med femsidig korg är tillverkad 1719, troligen av bildhuggare Jean Manskiester. Tillhörande timglas är skänkt till kyrkan 1670.
- Dopfunten är skuren i ek år 1719.
- Altaruppsatsen är tillverkad 1728 av bildhuggare Michael Schmidt.
- Läktarbröstningen, bemålad av Carl Gustaf Sandberg, avbildar inte apostlar, vilket är det vanliga, utan putti med olika attribut.

## Bildgalleri

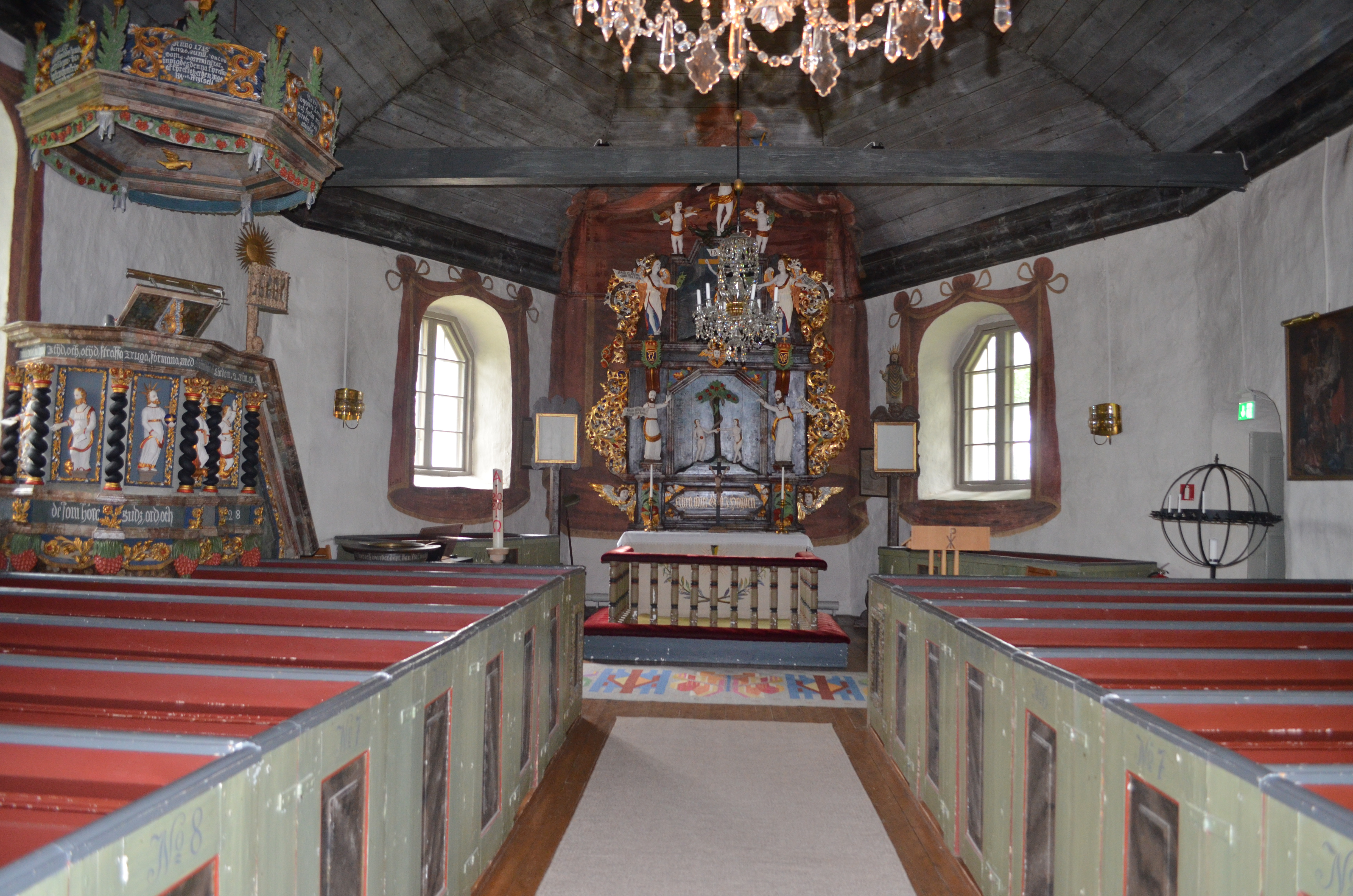
Åsbräcka kyrkas kyrkosal.
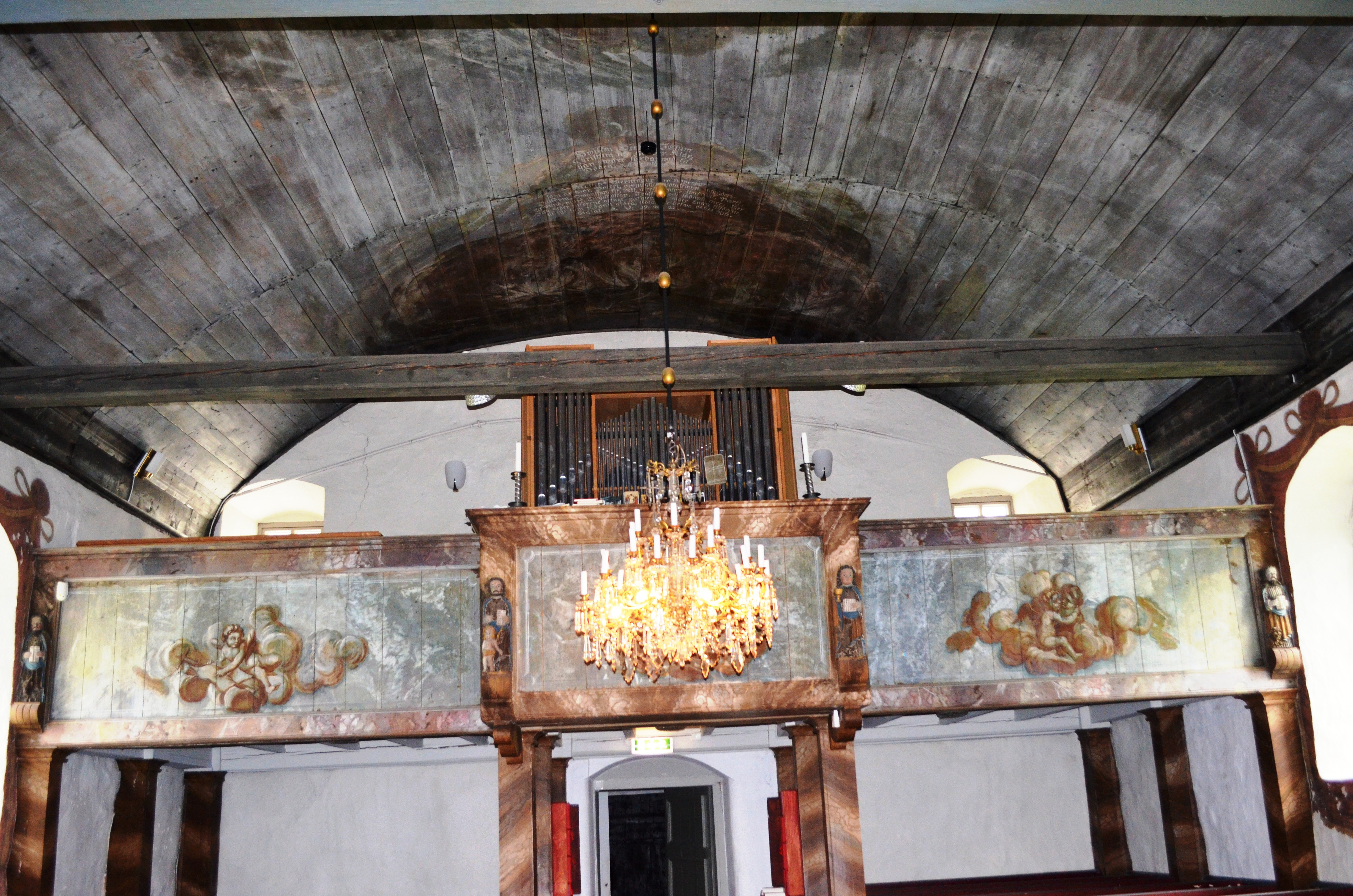
Åsbräcka kyrkas orgelläktare
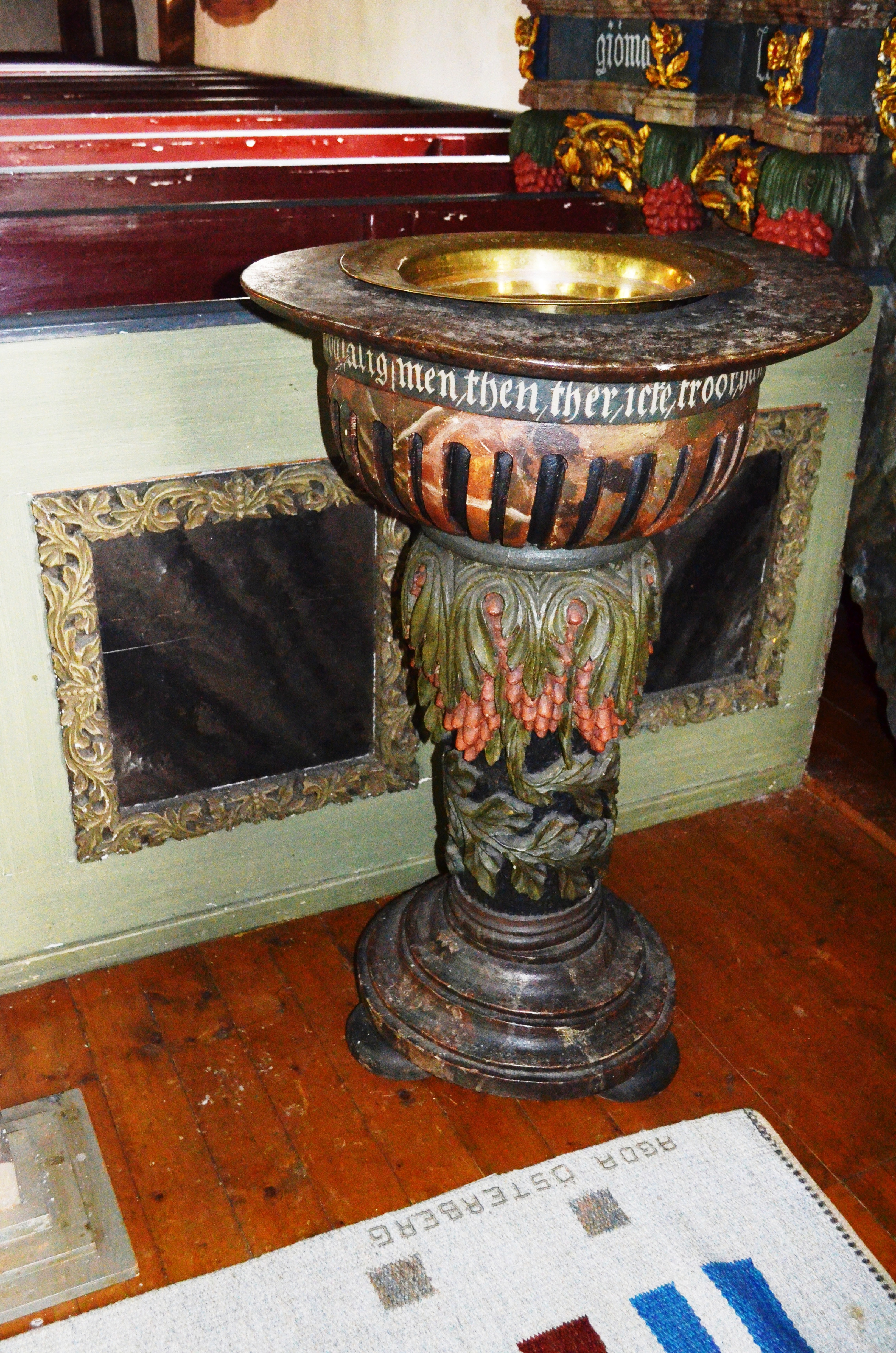
Åsbräcka kyrkas dopfunt
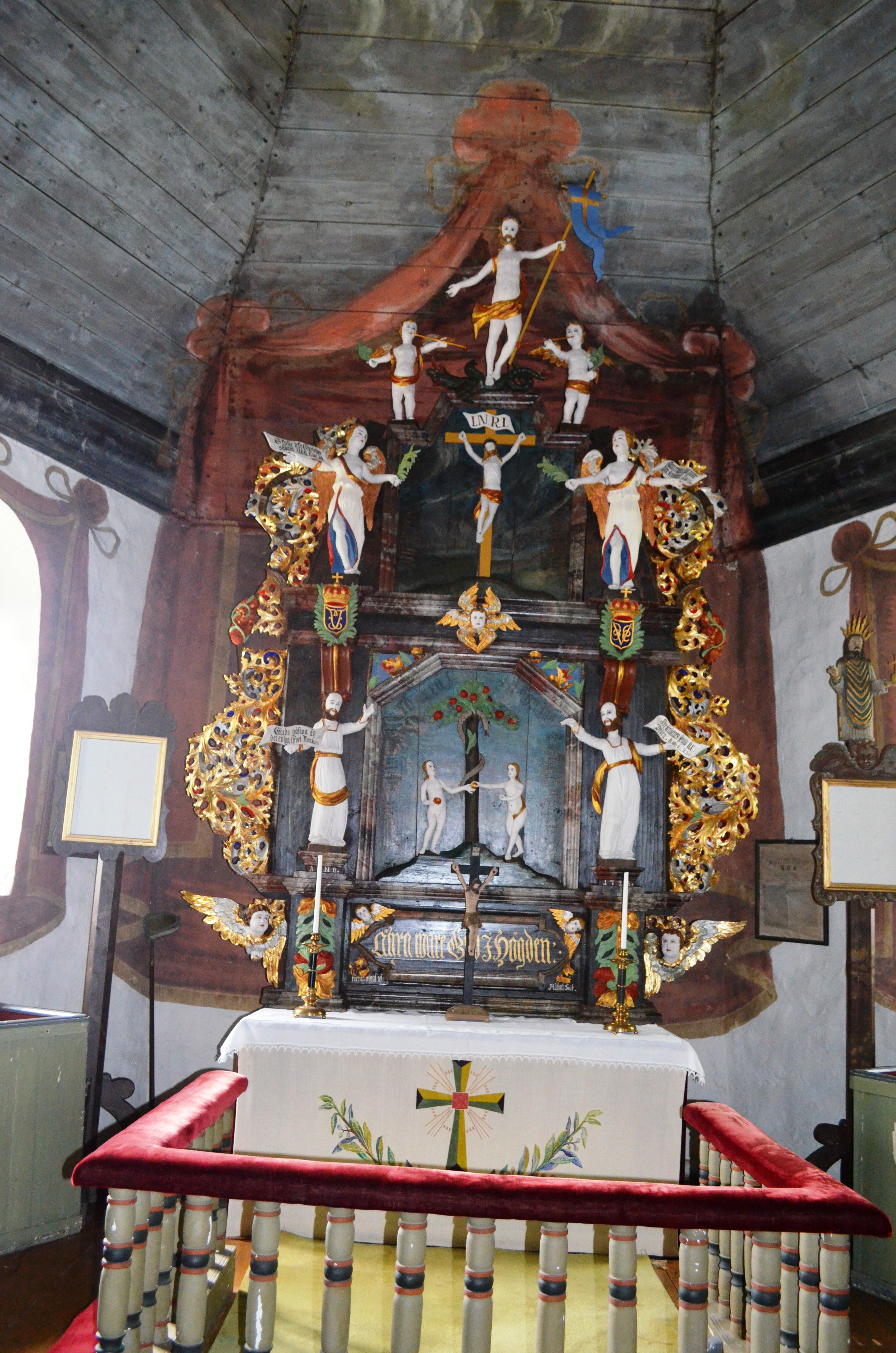
Åsbräcka kyrkas altare
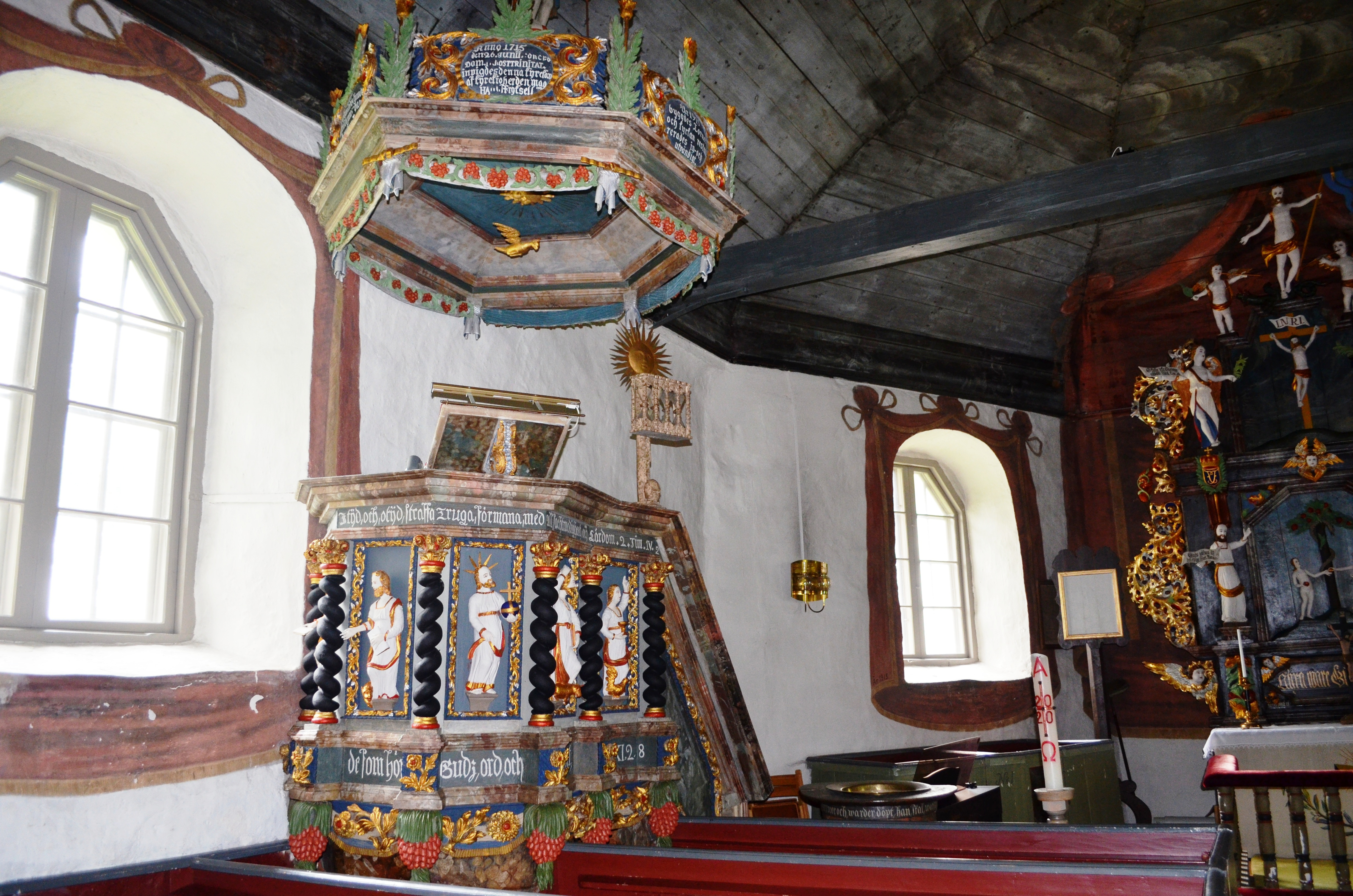
Åsbräcka kyrkas predikstol